# Noortje Herlaar
 (octobre 2018).
Si vous disposez d'ouvrages ou d'articles de référence ou si vous connaissez des sites web de qualité traitant du thème abordé ici, merci de compléter l'article en donnant les références utiles à sa vérifiabilité et en les liant à la section « Notes et références ».
Noortje Herlaar, née le 22 avril 1985 à Flardingue, est une actrice et chanteuse néerlandaise.

## Filmographie
- 2015 : Paradise Trips de Raf Reyntjens : Miranda[2]
- 2016 : In My Father's Garden de Ben Sombogaart : Margje[3]
- 2016 : The Day My Father Became a Bush de Nicole van Kilsdonk : La mère[4]
- 2016 : The Seventh Heaven de Job Gosschalk : Julia[5]
- 2017 : Hitman and Bodyguard de Patrick Hughes : ICC Court Clerk[6]
- 2019 : Kapsalon Romy de Mischa Kamp

### Séries télévisées
- Depuis 2012 : Moeder, ik wil bij de revue[7]
- 2016 : The Body Collector de Tim Oliehoek[8]
- Depuis 2018 : Towers Of Power

## Discographie

### Albums studios
- 2016 : De Zevende Hemel (Officiële Soundtrack) (sorti le 14 novembre 2016)[9]
- 2017 : Olaf's Frozen Adventure (Original Soundtrack) (sorti le  3 novembre 2017)[10]